# Michaelerberg (kulle)
Michaelerberg är en kulle i Österrike.   Den ligger i distrikten Hernals och Währing i förbundslandet Wien, i den östra delen av landet, 7 km nordväst om huvudstaden Wien. Toppen på Michaelerberg är 387 meter över havet.
Terrängen runt Michaelerberg är kuperad åt nordväst, men åt sydost är den platt. Runt Michaelerberg är det mycket tätbefolkat, med 3 134 invånare per kvadratkilometer.. Närmaste större samhälle är Wien, 7,4 km sydost om Michaelerberg. 
Runt Michaelerberg är det i huvudsak tätbebyggt.